# Робърт Дарнтън
Робърт Дарнтън (на английски: Robert Darnton) е американски културен историк, специалист по история на Франция от 18 век и признат за водещ изследовател по история на книгата.

## Биография
Робърт Дарнтън е роден на 10 май 1939 г. в Ню Йорк, САЩ. Получава бакалавърска степен в Харвард през 1960 г., след което печели Роудсова стипендия за Оксфорд, където защитава докторат през 1964 г. Работи като репортер в Ню Йорк Таймс (1964 – 1965). Първата му академична длъжност е в Принстън (1968), където дълги години заема поста Шелби Кълъм Дейвис професор по европейска история. Носител на Макартърова стипендия за 1982 г. Президент на Асоциацията на американските историци (1999).
На 1 юли 2007 г. става почетен професор в Принстън и директор на Харвардската университетска библиотека, наследявайки Сидни Върба.
През 1983 г. изнася Хьойзинхова лекция в Лайден, Нидерландия. Лекцията е озаглавена „Смисълът на Майка Гъска“.
Дарнтън е пионер в полето на историята на книгата. Пише включително за електронните книги. Той е сред основателите на програмата за дигитализация на класическото наследство „проект Гутенберг“.
Дарнтън е член на борда на Нюйоркската обществена библиотека.
Негов брат е редакторът в Ню Йорк Таймс Джон Дарнтън, а с журналистика се е занимавал още баща им, военният кореспондент Байрън Дарнтън.

## Признание и награди
Книгата му Забранените бестселъри на предреволюционна Франция печели наградата за критика на Националния кръг на литературните критици за 1995 г.
През 1999 г. е обявен за кавалер на Ордена на почетния легион.
През 2004 г. получава Гутенберговата награда на Международното гутенбергово общество.
През 2005 г. получава наградата на Американската асоциация за история на печата за изключителен принос.
През 2010 г. получава почетната степен Honorary Degree of Doctor of Laws на Университета на Сейнт Андрюс.
На 13 февруари 2012 г. е награден с Националния медал за хуманитаристика за 2011 г. от Президента Барак Обама за решителността му за направи науката достъпна за всеки.
През септември 2016 г. става почетен доктор на Буеносайреския университет и на Университета в Упсала, Швеция.
През януари 2017 г. получава почетната степен Doctor of Letters honoris causa на Оксфордския университет.